# Ploiarium pulcherrimum
Ploiarium pulcherrimum är en tvåhjärtbladig växtart som först beskrevs av Odoardo Beccari, och fick sitt nu gällande namn av Melchior. Ploiarium pulcherrimum ingår i släktet Ploiarium och familjen Bonnetiaceae. Inga underarter finns listade i Catalogue of Life.